# しめさば (作家)
しめさばは、日本のライトノベル作家。小説投稿サイト「カクヨム」でも活動していた。2018年2月に代表作『ひげを剃る。そして女子高生を拾う。』で作家デビューし、2021年4月よりアニメ化もされている。

## 概要
2017年3月に『ひげを剃る。そして女子高生を拾う。』の第1話をカクヨム内で公開した。KADOKAWAの編集の目に留まり書籍化の話が来て、デビューのきっかけとなった。
2017年に開催された「BOOK☆WALKER BWインディーズコンテスト」では、自身の作品『本屋の店員がダンジョンになんて入るもんじゃない!』が大賞を受賞した。
カクヨムで2020年4月11日に「ギブソンとお姉さん」第2話を公開。
自身がゲーム『マジカミ』のヘビーユーザーであったことから、2020年9月、2021年8月、同作のノベライズを担当している。
2020年のスマートフォン用ゲーム『BATON=RELAY』のメインシナリオを担当している。

## 著作

### 書籍化小説
- ひげを剃る。そして女子高生を拾う。（2018年2月 - 2021年6月、角川スニーカー文庫 全5巻＋短編集1巻+外伝2巻）[7]- イラスト：ぶーた、足立いまる
- 本屋の店員がダンジョンになんて入るもんじゃない!（2019年8月 ダッシュエックス文庫）[8]- イラスト：切符
- マジカミ イビルオブテイルコート（2020年9月 ファミ通文庫）[9]- 原作・監修：Studio MGCM／イラスト：GSK、あこと
- BATON=RELAY Scenario Book Fast=First season（2021年2月 BATON=RELAY Project）- イラスト：若木民喜
- きみは本当に僕の天使なのか（2021年7月 ガガガ文庫 既刊2巻）- イラスト：緜
- アイ・アム・マジカミ イビルオブフラワーバッド（2021年8月 ファミ通文庫）- 原作・監修：Studio MGCM／イラスト：GSK、あこと
- 君は僕の後悔（2021年7月 - 、ダッシュエックス文庫 既刊4巻）- イラスト：しぐれうい
- サキュバス四十八手（2023年10月 - 、ダッシュエックス文庫 既刊2巻）- イラスト：てつぶた

### 漫画原作
- たゆたう煙は掴めない（2023年8月 - 連載中、comic HOWL） - 作画：majoccoid[10]

### ゲームシナリオ
- BATON=RELAY（2020年）メインストーリー[6]